# Pushkar
Pushkar là một thành phố và khu đô thị của quận Ajmer thuộc bang Rajasthan, Ấn Độ.

## Địa lý
Pushkar có vị trí 26°30′B 74°33′Đ / 26,5°B 74,55°Đ Nó có độ cao trung bình là 510 mét (1673 feet).

## Nhân khẩu
Theo điều tra dân số năm 2001 của Ấn Độ, Pushkar có dân số 14.789 người. Phái nam chiếm 54% tổng số dân và phái nữ chiếm 46%. Pushkar có tỷ lệ 69% biết đọc biết viết, cao hơn tỷ lệ trung bình toàn quốc là 59,5%: tỷ lệ cho phái nam là 77%, và tỷ lệ cho phái nữ là 60%. Tại Pushkar, 14% dân số nhỏ hơn 6 tuổi.